# Mirsad Mijadinoski
Mirsad Mijadinoski (ur. 1 października 1981 w Strudze) – macedoński piłkarz, występujący na pozycji obrońcy.